# Челкарський сільський округ
Челка́рський сільський округ (каз. Шалқар ауылдық округі, рос. Челкарский сельский округ) — адміністративна одиниця у складі Шалкарського району Актюбінської області Казахстану. Адміністративний центр — село Жилтир.
Населення — 541 особа (2021; 922 у 2009, 1147 у 1999, 1726 у 1989).
Станом на 1989 рік існувала Челкарська сільська рада (села Жилтир, Коктумакти, Талдикум). Село Коктимакти було ліквідовано згідно з рішенням масліхату Актюбінської області від 5 грудня 2007 року № 30 та постановою акімату Актюбінської області від 5 грудня 2007 року № 396.

## Склад
До складу округу входять такі населені пункти:
| Населений пункт  | Колишні назви | Населення, осіб (1989) | Населення, осіб (1999) | Населення, осіб (2009) | Населення, осіб (2021) |
| ---------------- | ------------- | ---------------------- | ---------------------- | ---------------------- | ---------------------- |
| Жилтир, село     | -             | 1000                   | 786                    | 698                    | 495                    |
| Коктимакти, село | Коктумакти    | 206                    | 0                      | -                      | -                      |
| Талдикум, село   | -             | 520                    | 361                    | 224                    | 46                     |